# Xiangshan (köpinghuvudort i Kina, Jiangsu Sheng, lat 32,19, long 119,53)
Xiangshan (kinesiska: 象山, 象山镇) är en köpinghuvudort i Kina. Den ligger i provinsen Jiangsu, i den östra delen av landet, omkring 70 kilometer öster om provinshuvudstaden Nanjing. Antalet invånare är 82 581. Befolkningen består av 38 698 kvinnor och 43 883 män. Barn under 15 år utgör 7,0 %, vuxna 15-64 år 87 %, och äldre över 65 år 5,0 %.
Runt Xiangshan är det tätbefolkat, med 881 invånare per kvadratkilometer. Närmaste större samhälle är Zhenjiang, 7,1 km väster om Xiangshan. Trakten runt Xiangshan består till största delen av jordbruksmark.
Genomsnittlig årsnederbörd är 1 302 millimeter. Den regnigaste månaden är juli, med i genomsnitt 255 mm nederbörd, och den torraste är januari, med 30 mm nederbörd.